# Damon Smith
Damon Jesse Smith (* 17. Oktober 1972 in Spokane) ist ein amerikanischer Kontrabassist der freien Improvisationsmusik.

## Leben und Wirken
Smith, dessen Mutter eine klassische Pianistin und Komponistin ist, begann 1991 als E-Bassist in Punkbands. Unter dem Einfluss von Peter Kowalds Duo-Alben wechselte er zum Kontrabass und zur freien Musik; erste Erfahrungen machte er in den Gruppen von Marco Eneidi, insbesondere dessen American Jungle Orchestra. Er studierte bei Bill Douglas, Lisle Ellis, Kristin Zerneg, Michael Jones und Bertram Turetzky. Eine Trio-Aufnahme mit Gianni Gebbia und Garth Powell (People in Motion, 1998) erhielt größere Aufmerksamkeit. Weiterhin spielte er mit Eugene Chadbourne, Glenn Spearman, Elliott Sharp, Luc Houtkamp, Weasel Walter, Frank Gratkowski oder Peter Brötzmann.
Er begleitete musikalisch Dichter wie Jack Brewer, vertonte William Whaleys Bühnenfassung von Henry Millers Wendekreis des Steinbock und war an der Westküsten-Erstaufführung von Ocean beteiligt, der letzten Zusammenarbeit von Merce Cunningham und John Cage. Mit Kowald veröffentlichte er eine Duoaufnahme (Mirrors – Broken but no Dust) und trat 2001 auf dem Vision Festival auf. 2002 stellte er sich erstmals in Europa auf dem Total Music Meeting vor; im Folgejahr spielte er in Ulrichsberg. Auch nahm er mit Tony Bevan und Wolfgang Fuchs auf. Weiter arbeitete er im Duo mit Klarinettist Oluyemi Thomas, mit Paul Hartsaws SocioCybernetic Music Machine, Burton Greene (Life’s Intense Mystery, 2019) und im eigenen Trio mit Jerome Bryerton und Jeff Chan. Mit Henry Kaiser und John Butcher bildete er das Emergency String Ensemble, das einen Tribut an das Spontaneous Music Ensemble darstellt.

## Diskographische Hinweise
- Frank Gratkowski / Damon Smith / Jerome Bryerton: The Voice Imitator (2003)
- Birgit Ulher / Damon Smith / Martin Blume Sperrgut (2004)
- Vinkeloe / Smith / Nordeson Elegans (2005)
- Marco Eneidi - Peter Kowald - Damon Smith - Spirit Ghetto Calypso (Not Two Records, 2006)
- Paul Hartsaw, Kristian Aspelin, Damon Smith, Jerome Bryerton: Ausfegen: Dedicated to Joseph Beauys (Balancing Point Acoustics, 2008)
- Jaap Blonk, Damon Smith, Sandy Ewen, Chris Cogburn North of Blanco (2013)
- Alvin Fielder/Damon Smith Duo: Song for Chico (Balance Point Acoustics, 2015)
- Danny Kamins, Damon Smith, Alvin Fielder, Joe Hertenstein: After Effects (FMR Records, 2017)
- William Hooker Trio mit Ava Mendoza & Damon Smith: Remembering (Astral Spirits, 2018)
- Winter Solos (Balance Point, 2019)
- Whatever Is Not Stone Is Light (2010) solo
- Variations for Double Bass 1961: Benjamin Patterson (2020)
- Lisa Cameron, Damon Smith, Alex Cunningham: Dawn Throws Its First Knife (2020)
- Jason Stein, Damon Smith, Adam Shead: Volumes & Surfaces (2022)
- Birgit Ulher, Damon Smith, Chris Cogburn: The Eternity-Cult (2022)
- Jeb Bishop, Pandelis Karayorgis, Damon Smith: Duals (2023)
- Alex Cunningham, Patrick Shiroishi, Jessica Ackerley, Damon Smith: Five Lines Indecipherable (Balance Point Acoustics, 2023)
- Lao Dan, Damon Smith, Luther Gray: Live in Somerville (2023)
- Guillermo Gregorio, Damon Smith und Jerome Bryerton: The Cold Arrow (2023)
- Jason Stein / Marilyn Crispell / Damon Smith / Adam Shead: Spi-raling Horn (2024)